# ناتالی امانوئل
ناتالی جوآن امانوئل (انگلیسی: Nathalie Joanne Emmanuel؛ زاده ۲ مارس ۱۹۸۹) بازیگر و مدل انگلیسی است. امانوئل فعالیت هنری خود را با حضور در تئاتر در اواخر دهه ۱۹۹۰ آغاز کرد و در تولیدات مختلف وست اند لندن از جمله نمایش موزیکال شیرشاه به نقش‌آفرینی پرداخت. در سال ۲۰۰۶، او اولین حضور تلویزیونی خود را با بازی در نقش ساشا ولنتاین در مجموعه تلویزیونی اپرای صابونی هالیووکس تجربه کرد و بعد از آن در چندین مجموعه تلوزیونی بریتانیایی ظاهر شد. او پس از بازی در نقش میساندی در مجموعه تلویزیونی فانتزی اچ‌بی‌او، بازی تاج‌وتخت (۲۰۱۹–۲۰۱۳)، به شناخت جهانی دست یافت و حرفه خود را با بازی در فیلم دونده مارپیچ: مشقت‌های اسکرچ (۲۰۱۵) و دنباله آن دونده مارپیچ: علاج مرگ (۲۰۱۸) ادامه داد. امانوئل در فیلم‌های قاتل (۲۰۲۴) و خشمگین ۷ (۲۰۱۵)، سرنوشت خشمگین (۲۰۱۷) و اف۹ (۲۰۲۱) از مجموعه فیلم‌های سریع و خشمگین حضور یافته‌است.

## در رسانه‌ها
امانوئل در سال‌ ۲۰۱۳ توسط اف‌اچ‌ام در رده ۹۹ فهرست «۱۰۰ صد زیبای جهان» و در سال ۲۰۱۵، در رده ۷۵ قرار گرفت. همچنین در سال ۲۰۱۵، او در شماره آوریل مجلات این استایل و جی‌کیو ظاهر شد.

## زندگی شخصی
ناتالی امانوئل از یک رژیم غذایی گیاهی پیروی می‌کند. او در سال ۲۰۱۷ در مصاحبه‌ای با مجله گلامور گفت: «من به صنایع غذایی و آنچه در غذای ما می‌ریزند اعتماد ندارم، در واقع باعث می‌شود احساس بیماری کنم.»

## فیلم‌شناسی

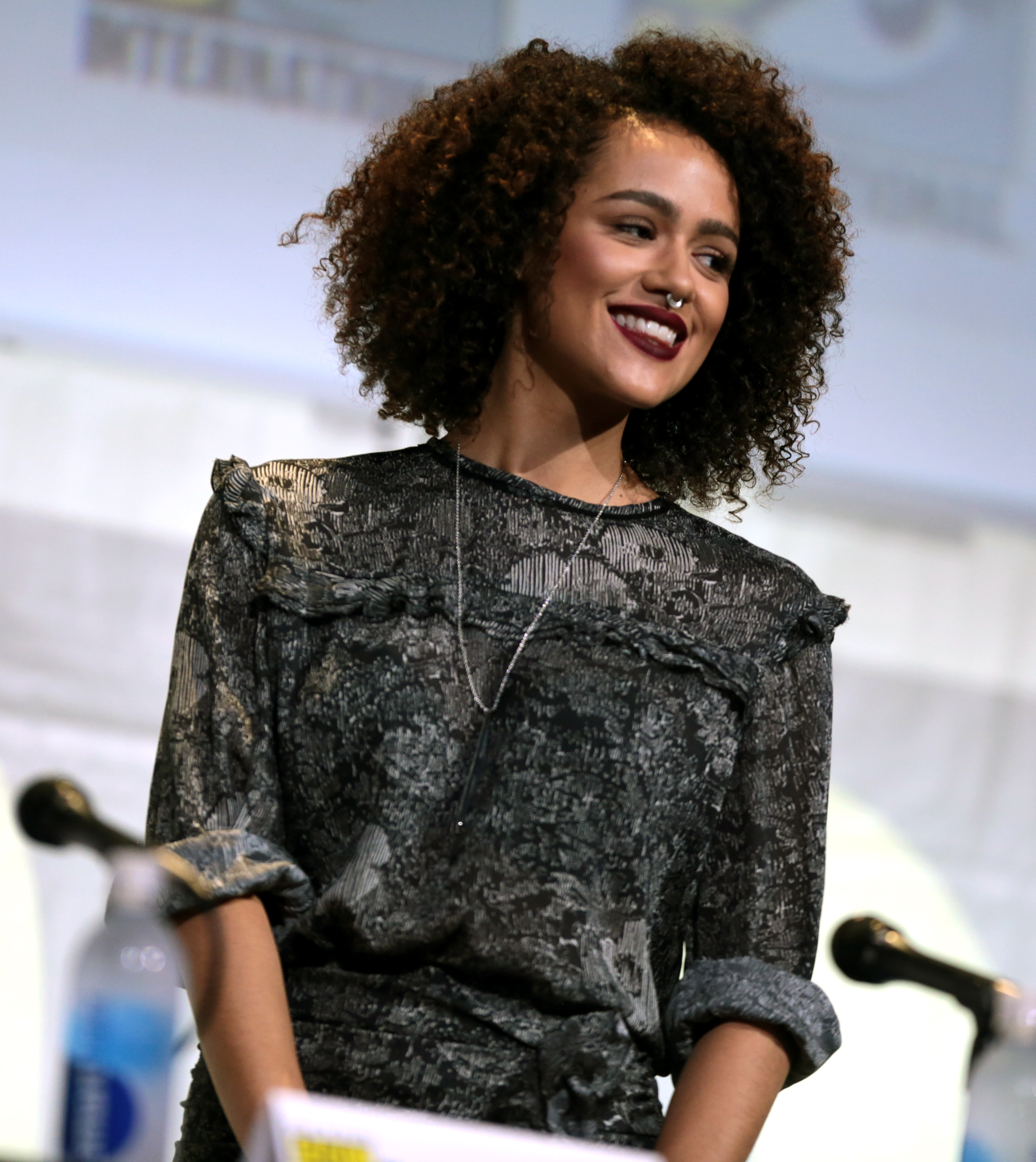
ناتالی امانوئل در حال سخنرانی در کامیک-کان سن دیگو سال ۲۰۱۶

### فیلم
| سال  | عنوان                       | نقش                | یادداشت |
| ---- | --------------------------- | ------------------ | ------- |
| ۲۰۱۲ | بیست و هشت هزار             | کارلا              |         |
| ۲۰۱۵ | خشمگین ۷                    | مگان رمزی          |         |
| ۲۰۱۵ | دونده مارپیچ: مشقت‌های اسکرچ | هریت               |         |
| ۲۰۱۷ | سرنوشت خشمگین               | مگان رمزی          |         |
| ۲۰۱۸ | دونده مارپیچ: علاج مرگ      | هریت               |         |
| ۲۰۱۸ | تیتان                       | افسر تالی رادرفورد |         |
| ۲۰۲۰ | هالی خوابید                 | هالی               |         |
| ۲۰۲۱ | اف‌۹                         | مگان رمزی          |         |
| ۲۰۲۱ | ارتش دزدان                  | گوئندولین          |         |
| ۲۰۲۱ | آخرین قطار برای کریسمس      | سو تیلور           |         |
| ۲۰۲۲ | دعوت‌نامه                    | اولین جکسون        |         |
| ۲۰۲۳ | فست اکس                     | رمزی               |         |
| ۲۰۲۴ | آرتور شاه                   | اولویا             |         |
| ۲۰۲۴ | مگالوپلیس                   | جولیا سیسرو        |         |
| ۲۰۲۴ | قاتل                        | زی                 |         |

### تلویزیون
| سال       | عنوان                     | نقش          | یادداشت |
| --------- | ------------------------- | ------------ | ------- |
| ۲۰۱۰–۲۰۰۶ | هالیوکس                   | ساشا ولنتاین |         |
| ۲۰۱۹–۲۰۱۳ | بازی تاج‌وتخت              | میساندی      |         |
| ۲۰۱۹      | کریستال تاریک: عصر مقاومت | دیت          |         |